# Keith Ablow
Keith Russell Ablow (Marblehead, 23 novembre 1961) è uno psichiatra e giornalista statunitense.
Scrive per il New York Times ed è conduttore di uno show giornaliero, The Dr. Keith Ablow Show.
Keith Ablow si è laureato alla Brown University. È stato direttore medico di un ospedale e di centri di salute mentale durante 15 anni di pratica medica, essendo specializzato in psichiatria dell'adolescenza e dell'età adulta, ed in psichiatria forense.
Ha pubblicato saggi sulle emozioni e i comportamenti umani su "The Annals of Internal Medicine", "The New York Times", "USA Today", "Discover", "U.S. News" e "World Report", "Cosmopolitan" e altre pubblicazioni americane. Oltre agli show di Oprah e "Today show", ha partecipato anche a "Good Morning America" e al "Larry King Live".

## Opere
Serie di Frank Clevenger
1. 1997 - Patologia di un delitto (Denial), Rizzoli 1999
2. 1999 - Terapia mortale (Projection), Rizzoli 2001 (ISBN 9788817867207)
3. 2002 - Compulsion
4. 2003 - Psychopath
5. 2004 - Nella mente del killer (Murder Suicide), Piemme 2006 (ISBN 9788838454745); Maestri del thriller n. 75 (2007)
6. 2005 - L'architetto (Architect), Piemme 2007 (ISBN 9788838486791)